# Мерил Сойър
Мерил Сойър (на английски: Meryl Sawyer) е американска писателка на бестселъри в жанра съвременен романтичен трилър.

## Биография и творчество
Мерил Сойър, с рожд. име Мерил Луиз Сойер-Юникъл, е родена през 1958 г. в Санта Фе, Ню Мексико, САЩ, като единствено дете на самотна майка. От ранна възраст е насърчавана от нея да уважава и обича писаното слово. На рождения си ден, когато е в 3-ти клас, получава като подарък пишеща машина (с липсваща буква „е“) и това променя живота ѝ, защото започва да се опитва да пише своите истории.
След гимназията Мерил Сойър завършва с бакалавърска степен по творческо писане Университета на Калифорния в Лос Анджелис. През цялото време на образованието си тя продължава да пише истории като хоби. По-късно тя участва в писателски курс в университета на Калифорния и на него среща писателката Колийн Маккълоу, която ѝ отделя специално време, за да я запознае с особеностите на професията си. Запознанството и напътствията на Маккълоу катализират желанието ѝ да пише и тя започва работа по първата си книга в стил Сидни Шелдън, но с различна тематична насоченост.
Първият ѝ роман, „Танцът на късмета“, е публикуван през 1989 г. Той бележи успех и тя поема по пътя на писателската си кариера. Оттогава повечето от произведенията ѝ са в списъците на бестселърите на „Ню Йорк Таймс“.
През 2001 г. е удостоена с награда за цялостно творчество от списание „Romantic Times“ за съвременните си романтични трилъри.
Мерил Сойър живее със семейството си в Сан Хосе, Калифорния.

## Произведения

### Самостоятелни романи
- Танцът на късмета, Blind Chance (1989) – издадена и като „Chance“
- Love's Lying Eyes (1990) – като Мерил Никълс
- Целувки от Лондон, Midnight in Marrakesh (1991)
- Never Kiss a Stranger (1992)
- Promise Me Anything (1993)
- Целувка в мрака, A Kiss in the Dark (1995)
- Ледената кралица, Last Night (1995)
- Кралят на орхидеите, Unforgettable (1997)
- The Hideaway (1997) – награда за най-добър нов съвременен романс на годината
- Tempting Fate (1998)
- Заливът на полумесеца, Half Moon Bay (1999)
- Thunder Island (1999)
- Не вярвай на никого, Trust No One (2000)
- Closer Than She Thinks (2001)
- Опасни лъжи, Every Waking Moment (2002)
- Lady Killer (2004)
- Better Off Dead (2005)
- Half Past Dead (2006)
- Kiss of Death (2006)
- Death's Door (2009)
- Play Dead (2010)
- Worth the Risk (2011)

### Сборници
- „Chokolate Fantasy“ във Valentine Delights (1997) – с Кейт Хофман и Джина Уилкинс
- Stories of the Heart (2012) – с Деби Макомбър и Бренда Новак